# Uniwersytet w Lipsku
Uniwersytet w Lipsku, Uniwersytet Lipski (niem. Universität Leipzig) – niemiecki uniwersytet publiczny w Lipsku, założony w 1409 roku (jeden z najstarszych w Europie Środkowej).

## Historia
Uniwersytet powstał z fundacji książąt saskich Fryderyka I Kłótnika i Wilhelma II Bogatego w oparciu o bullę antypapieża Aleksandra V. Założenie uczelni wiązało się z migracją z Uniwersytetu Praskiego profesorów i studentów nacji niemieckich i polskiej, sprzeciwiających się dominacji czeskiej i naukom Jana Husa.
Wzorem Pragi, w charakterystyczny dla wielu średniowiecznych uniwersytetów sposób, studenci w Lipsku zorganizowani byli w cztery nacje: Misniensium (Miśnia), Saxorum (Saksonia), Bavarorum (Bawaria) i Polonorum (Polska).
Wśród studentów Uniwersytetu w Lipsku byli na przestrzeni wieków m.in.: Felix Bloch, Peter Debye, Paul Ehrlich, Werner Heisenberg, Gottfried Wilhelm von Leibniz, Gotthold Ephraim Lessing, Friedrich Nietzsche, Johann Wolfgang von Goethe, Angela Merkel.

### Polacy na uczelni
W XV wieku kształcił się tu pierwszy polski drukarz Kasper Elyan. W 1556 r. naukę na uczelni podjął kartograf Wacław Grodziecki. W latach 1567–1569 studiował tu działacz kontrreformacyjny Kasper Cichocki, a w 1571 teolog i historyk Jan Łasicki. W 1592 r. na uniwersytet zapisał się późniejszy urzędnik publiczny, Krzysztof Palczowski. W 1629 r. studia rozpoczął tu przyszły hetman wielki litewski Janusz Radziwiłł. W 1698 r. studia tu podjął Georg Peter Schultz. W 1768 r. ukończył tu studia lekarskie Jerzy Chrystian Arnold. Od 1789 r. teologię i filologię studiował na uczelni autor pierwszego słownika języka polskiego, Samuel Linde, który w 1791 r. został na niej lektorem języka polskiego i literatury polskiej. Na początku XIX wieku odbywał tu studia prawnicze polski poeta i urzędnik Tomasz Kantorbery Tymowski. W 1871 r. stopień doktora filozofii na Uniwersytecie w Lipsku otrzymał Marian Baraniecki, a w 1874 r. stopień doktora nauk filozoficznych uzyskał psycholog Julian Ochorowicz. Na przełomie XIX i XX wieku na uczelni studiowali: Seweryn Tymieniecki, Antoni Danysz, Franciszek Czerny-Schwarzenberg, Stanisław Waryński, Stefan Łaszewski, Tadeusz Zieliński, Jan Biziel, Leon Sternbach, Stefan Jentys, Michał Wolski, Wacław Anczyc, Andrzej Mielęcki, Mieczysław Pańkowski, Konstanty Janicki, Kazimierz Filip Wize, Władysław Witwicki, Marceli Barciński, Henryk Ułaszyn, Kazimierz Fajans, Andrzej Gawroński, Marian Górski, Stefan Ehrenkreutz, Zdzisław Ludkiewicz, Czesław Znamierowski i Ireneusz Wierzejewski. W latach 60. XX wieku na uniwersytecie studiował Zdzisław Wawrzyniak, a w latach 90. Dariusz Chwastek. W XXI wieku psychologię ukończyła tu piłkarka ręczna Karolina Kudłacz-Gloc.
Po II wojnie światowej wykładowcami Uniwersytetu w Lipsku byli historyk medycyny Stanisław Schwann i filolog Józef Rurawski.
W 1992 r. na uczelni zostało reaktywowane Towarzystwo Naukowe Jabłonowskich, założone pierwotnie w Lipsku w roku 1768 przez księcia Józefa Aleksandra Jabłonowskiego.

## Wydziały
- Wydział Teologii
- Wydział Prawa

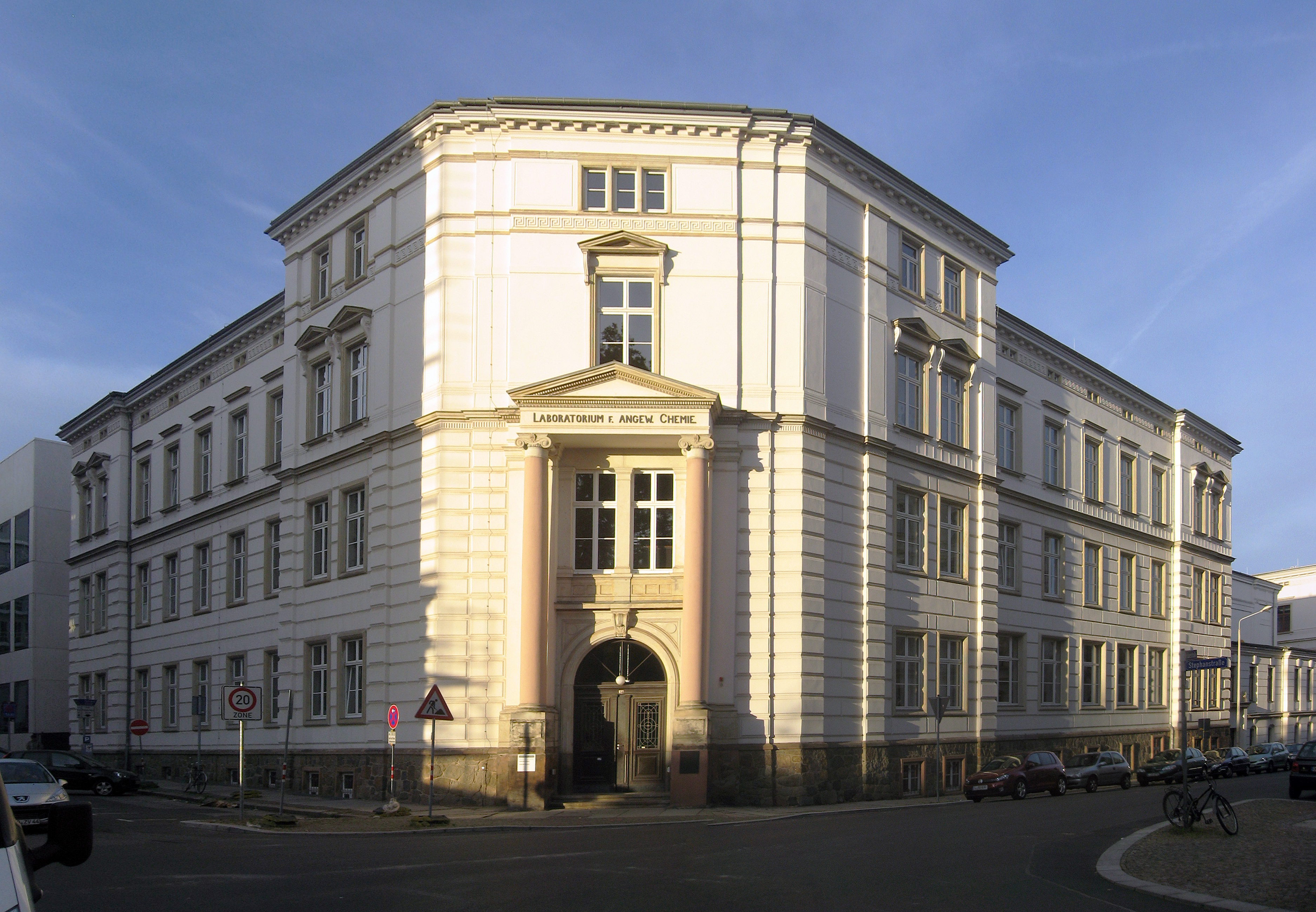
Laboratorium wydziału chemii

- Wydział Historii, Sztuki i Nauk Orientalistycznych
- Wydział Filologii
- Wydział Nauk Pedagogicznych
- Wydział Nauk Socjalnych i Filozofii
- Wydział Nauk Ekonomicznych
- Wydział Nauk Sportowych
- Wydział Medycyny
- Wydział Matematyki i Informatyki
- Wydział Nauk Biologicznych, Farmacji i Psychologii
- Wydział Fizyki i Nauk Geologicznych
- Wydział Chemii i Mineralogii
- Wydział Medycyny Weterynaryjnej